# Zhangde (socken i Kina)
Zhangde (kinesiska: 张得, 张得乡) är en socken i Kina. Den ligger i provinsen Henan, i den centrala delen av landet, omkring 82 kilometer söder om provinshuvudstaden Zhengzhou. Antalet invånare är 47144. Befolkningen består av 22 950 kvinnor och 24 194 män. Barn under 15 år utgör 21,0 %, vuxna 15-64 år 67 %, och äldre över 65 år 11,0 %.
Genomsnittlig årsnederbörd är 665 millimeter. Den regnigaste månaden är september, med i genomsnitt 131 mm nederbörd, och den torraste är december, med 4 mm nederbörd.